# Robert (Auszeichnung)/Bester Nebendarsteller
Gewinner des dänischen Filmpreises Robert in der Kategorie Bester Nebendarsteller (Årets mandlige birolle). Die Dänische Filmakademie (Danmarks Film Akademi) vergibt seit 1984 alljährlich ihre Auszeichnungen für die besten Filmproduktionen und Filmschaffenden Ende Januar beziehungsweise Anfang Februar auf dem Robert Festival in Kopenhagen.
Am erfolgreichsten in dieser Kategorie war der dänischen Schauspieler Jesper Christensen, der es zwischen 1993 und 1998 auf drei Auszeichnungen brachte, gefolgt von Jesper Asholt, Nikolaj Lie Kaas, Bent Mejding und Søren Pilmark mit je zwei Siegen. 13 Mal stimmte der prämierte Darsteller mit dem späteren Bodil-Gewinner überein, zuletzt 2017 geschehen. 2013 wurde der Gewinner Mikkel Boe Følsgaard für Die Königin und der Leibarzt bei der Bodil-Verleihung als bester Hauptdarsteller ausgezeichnet.

## Preisträger 1984–1999
| Jahr | Preisträger             | Filmtitel                | Deutscher Titel          |
| ---- | ----------------------- | ------------------------ | ------------------------ |
| 1984 | Hans Christian Ægidius* | Forræderne               | nicht bekannt            |
| 1985 | Bent Mejding            | Tro, håb og kærlighed    | Twist & Shout            |
| 1986 | Flemming Jørgensen      | Ofelia kommer til byen   | nicht bekannt            |
| 1987 | Peter Hesse Overgaard*  | Flamberede hjerter       | Flambierte Herzen        |
| 1988 | Björn Granath*          | Pelle Erobreren          | Pelle, der Eroberer      |
| 1989 | Erik Mørk*              | Himmel og Helvede        | Himmel og helvede        |
| 1990 | Tom McEwan              | Århus by Night           | nicht bekannt            |
| 1991 | Peter Schrøder          | Springflod               | Springflut               |
| 1992 | Nikolaj Lie Kaas*       | Drengene fra Sankt Petri | Die Jungen von St. Petri |
| 1993 | Jesper Christensen      | Sofie                    | Sofie                    |
| 1994 | Jesper Christensen      | Den russiske sangerinde  | Die Rußland-Affäre       |
| 1995 | Kim Bodnia              | Nattevagten              | Nightwatch – Nachtwache  |
| 1996 | Søren Pilmark           | Menneskedyret            | nicht bekannt            |
| 1997 | Ulrich Thomsen          | De største helte         | Zwei Helden              |
| 1998 | Jesper Christensen*     | Barbara                  | Barbara                  |
| 1999 | Thomas Bo Larsen        | Festen                   | Das Fest                 |

## Preisträger und Nominierungen 2000–2009
2000
Jesper Asholt* – Mifune – Dogma III (Mifunes sidste sang)
Rolf Lassgård – Magnetisörens femte vinter
Janus Nabil Bakrawi – Pizza King

2001
Peter Gantzler – Italienisch für Anfänger (Italiensk for begyndere)
Otto Brandenburg – Dykkerne
Lars Kaalund – Italienisch für Anfänger (Italiensk for begyndere)
Nikolaj Lie Kaas – Blinkende Lichter (Blinkende lygter)
Nicolaj Kopernikus* – Die Bank (Bænken)

2002
Troels Lyby – Shake It All About (En kort en lang)
Anders W. Berthelsen – Fukssvansen
David Calder – The King Is Alive
Peter Gantzler – Ein Jackpot für Helene (At klappe med een hånd)
Troels II Munk – Ein richtiger Mensch (Et rigtigt menneske)

2003
Nikolaj Lie Kaas* – Open Hearts (Elsker dig for evigt)
Jesper Christensen – Kleine Missgeschicke (Små ulykker)
Ole Ernst – Okay
Henrik Prip – Kleine Missgeschicke (Små ulykker)
Adrian Rawlins – Wilbur Wants to Kill Himself (Wilbur begår selvmord)

2004
Peter Steen* – Das Erbe (Arven)
Ewen Bremner – Skagerrak
Nicolas Bro – Regel nr. 1
Per Oscarsson – Manden bag døren
Stellan Skarsgård – Dogville

2005
Søren Pilmark* – King’s Game (Kongekabale)
Nikolaj Lie Kaas – Brothers – Zwischen Brüdern (Brødre)
Nicolaj Kopernikus – In deinen Händen (Forbrydelser)
Bent Mejding – Brothers – Zwischen Brüdern (Brødre)
Leif Sylvester – Pusher II

2006
Thure Lindhardt – Nordkraft
Nicolas Bro* – Dark Horse (Voksne mennesker)
Mads Mikkelsen – Adams Äpfel (Adams æble)
Michael Moritzen – Totschlag – Im Teufelskreis der Gewalt (Drabet)
Kurt Ravn – Fluerne på væggen

2007
Bent Mejding* – Der Traum (Drømmen)
Anders W. Berthelsen – Der Traum (Drømmen)
Peter Gantzler – The Boss of It All (Direktøren for det hele)
Nikolaj Lie Kaas – Das Genie und der Wahnsinn (Sprængfarlig bombe)
Rolf Lassgård – Nach der Hochzeit (Efter brylluppet)
Frank Thiel – En Soap (En soap)

2008
Jesper Asholt – Kunsten at græde i kor
Morten Grunwald* – Hvid nat
Kristian Halken – Karlas kabale
Nikolaj Lie Kaas – Bedingungslos (Kærlighed på film)
Ulrich Thomsen – Alien Teacher (Vikaren)

2009
Jens Jørn Spottag – To verdener
Lars Brygmann – Frygtelig lykkelig
Mads Mikkelsen – Tage des Zorns (Flammen og citronen)
Mick Øgendahl – Blå Mænd
Henrik Prip – Dig og mig

## Preisträger und Nominierungen ab 2010
2010
Henning Moritzen – Headhunter
Jens Andersen* – Deliver Us from Evil (Fri os fra det onde)
Marcus Nicolas Christensen – Himlen falder
Søren Pilmark – Kærestesorger
Robert Hansen – Old Boys

2011
Peter Plauborg – Submarino
David Dencik – Bruderschaft (Broderskab)
Gustav Fischer Kjærulff – Submarino
Amos Odhiambo – Kidnappet
Kurt Ravn* – Nothing’s All Bad – Smukke mennesker (Smukke mennesker)

2012
Lars Ranthe* – Dirch
Pilou Asbæk – Eine Familie (En familie)
David Dencik – Rosa Morena
David Dencik – Værelse 304
Alexander Skarsgård – Melancholia

2013
Mikkel Boe Følsgaard – Die Königin und der Leibarzt (En kongelig affære)
Bjarne Henriksen – Hvidstengruppen
Lars Bom – Max pinlig på Roskilde
Nicolaj Kopernikus – Viceværten
Pilou Asbæk – Kapringen

2014
Nicolas Bro – Spies & Glistrup
Nicolas Bro – Sorg og glæde
Oscar Dyekjær Giese – Der Nordwesten (Nordvest)
Fares Fares – Erbarmen (Kvinden i buret)
Thomas Bo Larsen – Die Jagd (Jagten)

2015
Fares Fares – Schändung (Fasandræberne)
Pilou Asbæk* – Silent Heart – Mein Leben gehört mir (Stille hjerte)
Jamie Bell – Nymphomaniac Director’s Cut
Anders W. Berthelsen – Speed Walking (Kapgang)
David Dencik – Speed Walking (Kapgang)

2016
Nicolas Bro – Men & Chicken (Mænd og høns)
Henning Jensen – Sommeren ’92
Louis Hofmann* – Unter dem Sand – Das Versprechen der Freiheit (Under sandet)
Mikkel Boe Følsgaard – Sommeren ’92
Mikkel Boe Følsgaard – Unter dem Sand – Das Versprechen der Freiheit (Under sandet)

2017
Lars Mikkelsen* – Der Tag wird kommen (Der kommer en dag)
Jakob Cedergren – Fuglene over sundet
Elliott Crosset Hove – Im Blut (I blodet)
Elliott Crosset Hove – Parents (Forældre)
Fares Fares – Erlösung (Flaskepost fra P)

2018
Jakob Oftebro – Mesteren
Dulfi Al-Jabouri – Darkland (Underverden)
Lars Mikkelsen – Vinterbrødre
Simon Sears – Vinterbrødre
Ali Sivandi – Darkland (Underverden)

2019
Fares Fares – Verachtung (Journal 64)
Anders W. Berthelsen – Ditte & Louise
Adam Brix – Ditte & Louise
Benjamin Kitter – Per im Glück (Lykke-Per)
Jacob Lohmann – Alle Jahre wieder ... (Den tid på året)

## Preisträger und Nominierungen ab 2020
2020
Magnus Krepper – Königin (Dronningen)
Anders W. Berthelsen – Daniel (Ser du månen, Daniel)
Elliott Crosset Hove – Før frosten
Anders Brink Madsen – De frivillige
Anders Matthesen – De frivillige

2021
Lars Brygmann* – Helden der Wahrscheinlichkeit (Retfærdighedens ryttere)
Elliott Crosset Hove – Wildland (Kød & Blod)
Thomas Bo Larsen – Der Rausch (Druk)
Magnus Millang – Der Rausch (Druk)
Lars Ranthe – Der Rausch (Druk)

2022
Jakob Oftebro – Die Königin des Nordens (Margrete den første)
Adam Ild Rohweder – Hvor kragerne vender
Alex Høgh Andersen – Das Bombardement (Skyggen i mit øje)
Jesper Groth – Hvor kragerne vender
Lars Mikkelsen – Venuseffekten

2023
Arash Ashtiani – Holy Spider
David Dencik – Natten har øjne
Fedja van Huêt – Speak No Evil
Henrik Birch – Krysantemum
Henrik Birch – Bamse
Jacob Lohmann – Vanskabte Land
* = Schauspieler, die für ihre Rolle später die Bodil als Bester Nebendarsteller des Jahres gewannen